# Прешовски крај
Прешовски крај (слч. Prešovský kraj) је један од 8 словачких крајева, највиших подручних управних јединица у Републици Словачкој. Управно седиште краја је град Прешов.

## Географија
Прешовски крај се налази на североистоку Словачке.
Граничи:
- на северу је Пољска,
- источно Украјина,
- западно Жилински крај,
- јужно Кошички крај,
- југозападно Банскобистрички крај.

## Становништво
| Година:    | 1994.   | 2004.   | 2014.   | 2024.   |
| ---------- | ------- | ------- | ------- | ------- |
| Број људи: | 763 911 | 796 745 | 819 977 | 810 008 |
| Разлика:   |         | +4,29 % | +2,91 % | -1,21 % |

| Година:    | 2023.   | 2024.   |
| ---------- | ------- | ------- |
| Број људи: | 808 810 | 810 008 |
| Разлика:   |         | +0,14 % |

Према подацима о броју становника из 2011. године Прешовски крај је имао 814.527 становника. Словаци чине 82% становништва.
| Етнички састав (2011)‍ | Етнички састав (2011)‍ | Етнички састав (2011)‍ | Етнички састав (2011)‍ | Етнички састав (2011)‍ |
| --------------------- | --------------------- | --------------------- | --------------------- | --------------------- |
|                       |                       |                       |                       |                       |
| Словаци               | Словаци               |                       | 0                     | 82%                   |
| Роми                  | Роми                  |                       | 0                     | 5,3%                  |
| Рутени                | Рутени                |                       | 0                     | 3,5%                  |
| Украјинци             | Украјинци             |                       | 0                     | 0,5%                  |
| Чеси                  | Чеси                  |                       | 0                     | 0,3%                  |
| остали, непознато     | остали, непознато     |                       | 0                     | 8,4%                  |

## Окрузи
Састоји се од 13 округа (слч. Okres):
- округ Бардјејов (слч. Okres Bardejov)
- округ Вранов на Топлој (слч. Okres Vranov nad Topľou)
- округ Кежмарок (слч. Okres Kežmarok)
- округ Љевоча (слч. Okres Levoča)
- округ Медзилаборце (слч. Okres Medzilaborce)
- округ Попрад (слч. Okres Poprad)
- округ Прешов (слч. Okres Prešov)
- округ Сабинов (слч. Okres Sabinov)
- округ Свидњик (слч. Okres Svidník)
- округ Сњина (слч. Okres Snina)
- округ Стара Љубовња (слч. Okres Stará Ľubovňa)
- округ Стропков (слч. Okres Stropkov)
- округ Хумење (слч. Okres Humenné)

## Градови и насеља
У Прешовском крају се налази 23 града и 643 насељена места. Највећи градови на подручју краја су:
- Прешов - 91.638 становника
- Попрад - 52.791 становника
- Хумење - 34.921 становника
- Бардјејов - 33.625 становника
- Вранов на Топлој - 23.225 становника
- Сњина - 20.701 становника